# Dorle Schwieger
Dorle Schwieger (geboren im 20. Jahrhundert) ist eine ehemalige deutsche Hockeyspielerin.

## Werdegang
Dorle Schwieger stammt aus der Hansestadt Hamburg. Da sie sich von Jugend an für den Hockeysport interessierte, wurde sie Mitglied des Harvestehuder THC, der in den 1950er und 1960er Jahren in der Bundesrepublik im Feldhockey zu den erfolgreichsten Hockeysportvereinen gehörte. Schwieger wurde bald Stammspielerin der ersten Mannschaft der Frauengruppe des Harvestehuder THC und wurde mit ihrer Mannschaft zweimal Deutsche Meisterin im Feldhockey (1960 und 1962). Sie bestritt von 1960 bis 1962 sieben Länderspiele.
Am 3. März 1962 zeichnete Bundespräsident Heinrich Lübke mehrere aktuelle und ehemalige deutsche Hockeynationalmannschaftsspielerinnen, neben z. B. Greta Feurich, Gisela Dreesmann, Katrin Hartung und Verena Sudek auch Dorle Schwieger mit dem Silbernen Lorbeerblatt aus.